# Вишенка (Ульяновская область)
Вишенка — село в Мелекесском районе Ульяновской области России. Входит в состав Рязановского сельского поселения.

## География
Село находится в восточной части Левобережья, в лесостепной зоне, в пределах Низкого Заволжья, на берегах реки Бирли, на расстоянии примерно 31 километров (по прямой) к юго-юго-западу (SSW) от города Димитровграда, административного центра района. Абсолютная высота — 82 метра над уровнем моря.
Климат
Климат характеризуется как умеренно континентальный, с тёплым летом и умеренно холодной зимой. Средняя температура воздуха самого тёплого месяца (июля) — 20 °C (абсолютный максимум — 39 °C); самого холодного (января) — −13,8 °C (абсолютный минимум — −47 °C). Продолжительность безморозного периода составляет в среднем 131 день. Среднегодовое количество атмосферных осадков составляет 406 мм. Снежный покров образуется в конце ноября и держится в течение 145 дней.
Часовой пояс
Село Вишенка, как и вся Ульяновская область, находится в часовой зоне МСК+1. Смещение применяемого времени относительно UTC составляет +4:00.

## Население
| 1859 | 1889  | 1897  | 1910  | 2010 |
| ---- | ----- | ----- | ----- | ---- |
| 1267 | ↘1261 | ↗1403 | ↗1626 | ↘210 |

Национальный состав
Согласно результатам переписи 2002 года, в национальной структуре населения русские составляли 72 % из 243 чел.

## Известные уроженцы
- Ковалёва, Анастасия Васильевна ― советский и российский хозяйственный деятель, агроном, заместитель председателя областного Совета Народных депутатов, заместитель главы администрации Ульяновской области, почётный гражданин Ульяновской области (2000).
- Логинов, Михаил Сергеевич — советский и российский учёный и конструктор в области радиоэлектроники, Герой Социалистического Труда (1984).